# Рулет
Рулет је казино и коцкарска игра (Roulette је француска реч која има значење мали точак односно точкић). Крупије је човек који окреће точак рулета који има 37 или 38 раздвојених поља у које лоптица мора да упадне. Збир свих бројева на рулету 1-36 је 666, због чега га многи називају ђавољи точак.
Да би одредио победнички број, крупије окреће точак у једном смеру, а затим врти лопту у супротном смеру око нагнуте кружне стазе која се креће око спољне ивице точка. Лопта на крају губи замах, пролази кроз подручје дефлектора и пада на точак и у један од тридесет седам (једна нула, француски или европски рулет) или тридесет осам (двострука нула, амерички рулет) или тридесет девет (трострука нула, „Сандс рулет“) обојених и нумерисаних џепова на точку. Добитак се затим исплаћује свакоме ко је дао успешну опкладу.

## Историја
Први облик рулета осмишљен је у Француској у 18. веку. Многи историчари верују да је Блез Паскал увео примитивни облик рулета у 17. веку у својој потрази за вечним мотором. Рулет механизам је хибрид точка за игру измишљеног 1720. године и италијанске игре Бириби. Примитивни облик рулета, познат као 'ЕО' (Пар/Непар), играо се у Енглеској крајем 18. века користећи точак за игре сличан оном који се користи у рулету.
Игра се у свом данашњем облику користи још од 1796. године у Паризу. Рани опис игре рулета у њеном садашњем облику налази се у француском роману Рулет, или Дан Жака Лаблеа, који описује точак рулета у Краљевској палати у Паризу 1796. године. Опис је укључивао џепове куће: „Тамо су тачно два слота резервисана за банку, одакле она извлачи своју једину математичку предност.” Затим се наставља са описом распореда, „...два места за клађење која садрже два броја банке, нулу и дуплу нулу”. Књига је објављена 1801. Још раније спомињање игре овог имена објављено је у прописима за Нову Француску (Квебек) 1758. године, који су забранили игре „коцка, хока, фаро и рулет“.
Точкови рулета који су се користили у париским касинима касних 1790-их имали су црвену боју за једну нулу и црну за двоструку нулу. Да би се избегла забуна, зелена боја је изабрана за нуле на точковима рулета почевши од 1800-их.
Године 1843, у немачком бањском казино граду Бад Хомбургу, колеге Французи Франсоа и Луј Бланк увели су рулет у стилу једне 0 како би се такмичили са другим коцкарницама које нуде традиционални точак са једним и двоструким нула џеповима.
У неким облицима раних америчких точкова за рулет, постојали су бројеви од 1 до 28, плус једна нула, двострука нула и амерички орао. Орловски слот, који је био симбол америчке слободе, био је кућни слот који је казину донео додатну предност. Убрзо је традиција нестала и од тада точак има само нумерисане слотове. Према Хојлу, „једна 0, двострука 0 и орао никада нису пречке; али када лопта падне у било који од њих, банкар узима све на столу, осим оног што је било клађено на било који од тих слотова, када се исплаћује двадесет седам за један, што је износ који се плаћа за све суме уложене на било коју појединачну цифру“.
У 19. веку, рулет се проширио широм Европе и САД, постајући једна од најпознатијих и најпопуларнијих казино игара. Када је немачка влада укинула коцкање током 1860-их, породица Бланк се преселила на последњу преосталу легалну операцију казина у Европи у Монте Карлу, где су основали коцкарске меке за европску елиту. Овде је рулет са једним нулом постао премијерна игра, а током година се извозио широм света, осим у Сједињене Државе где је точак двоструких нула остао доминантан.
У Сједињеним Државама, француски точак двоструке нуле је кренуо уз Мисисипи од Њу Орлеанса, а затим на запад. Овде је, због необузданог варања оператера и коцкара, точак на крају постављен на врх стола како би се спречило да се уређаји сакрију у столу или точку, а распоред клађења је био поједностављен. Ово се на крају развило у игру рулета у америчком стилу. Америчка игра је развијена у коцкарницама широм нових територија где су биле постављене импровизоване игре, док је француска игра еволуирала са стилом и лежерношћу у Монте Карлу.
Током прве половине 20. века, једини познати казино градови били су Монте Карло са традиционалним француским точком са једном нулом, и Лас Вегас са америчком двоструким нулом. Седамдесетих година прошлог века казина су почела да цветају широм света. Године 1996. први онлајн казино, за који се генерално верује да је InterCasino, омогућио је играње онлајн рулета. До 2008. године постојало је неколико стотина казина широм света који су нудили рулет. Двоструки нулти точак се налази у САД, Канади, Јужној Америци и на Карибима, док је једноструки нулти точак преовлађујући на другим местима.
Збир свих бројева на рулету (од 0 до 36) је 666, што је „Број звери“.

## Амерички рулет
Амерички рулет садржи 36 бројева и двије нуле, док Европски рулет има само једну нулу. Распоред бројева нема одређен редослед осим што се наизменично смењују црвени и црни бројеви (изузев нуле која је зелена) и велики и мали бројеви. 
Постоји неколико сектора које је могуће играти на америчком рулету:
- мала серија за коју је потребно 6 жетона и покрива следеће бројеве: 5-8 (половина или сплит на енглеском), 10-11, 13-16, 23-24, 27-30 и 33-36.
- велика серија за коју је потребно 9 жетона и покрива следеће бројеве: 2 жетона на 0/2/3 (трећина),4-7, 12-15, 18-21, 19-22, 2 жетона на 25/29 четвртина и 32-35.
- орфанели где 5 жетона и покривају: један жетон на броју 1

-пун број или плен. 6-9, 14-17, 17-20 и 31-34.
-зеро шпил -4 жетона који покривају 0-3, 12-15, 26 плен и 32-35. 
Постоји још могућност играња суседних бројева, тј. жељени број и још два броја лево и десно од жељеног. Минимум за ову најаву (сваки улог који се даје крупијеу за пласирање је најава) је 5 жетона. Најава се обично даје као жељени број два-два (нпр: 8 два-два и подразумева 8 и два суседна броја са леве и десне стране).
Исплате иду следећим редоследом: 
- жетон на плену (пуном броју) исплаћује се 35 за 1
- жетон на половини (између два броја) исплаћује се 17 за 1
- жетон на трећини (покрива 3 броја) исплаћује се 11 за 1
- жетон на четвртини (покрива 4 броја) исплаћује се 8 за 1
- жетон на шестини (покрива 6 бројева) исплаћује се 5 за 1

По правилу за сваки нови спин (спин је процес бацања куглице која мора да направи минимум 3 ротације у цилиндру да би спин био валидан) правац цилиндра се мења и куглица се увек баца у супротном смеру од кретања цилиндра.

## Математички модел
Као пример може се испитати европски модел рулета, односно рулет са само једном нулом. Пошто овај рулет има 37 ћелија са једнаким изгледима за погодак, ово је коначни модел вероватноће поља {\displaystyle (\Omega ,2^{\Omega },\mathbb {P} )}, где је {\displaystyle \Omega =\{0,\ldots ,36\}}, {\displaystyle \mathbb {P} (A)={\frac {|A|}{37}}} за свако {\displaystyle A\in 2^{\Omega }}.
Назовимо опкладу {\displaystyle S} триплетом {\displaystyle (A,r,\xi )}, где је {\displaystyle A} скуп изабраних бројева, {\displaystyle r\in \mathbb {R} _{+}} је величина опкладе, а {\displaystyle \xi :\Omega \to \mathbb {R} } одређује повратак опкладе.
Правила европског рулета имају 10 врста опклада. Прво се може замислити опклада 'право горе'. У овом случају, {\displaystyle S=(\{\omega _{0}\},r,\xi )}, за неке {\displaystyle \omega _{0}\in \Omega }, и {\displaystyle \xi } је одређено са
{\displaystyle \xi (\omega )={\begin{cases}-r,&\omega \neq \omega _{0}\\35\cdot r,&\omega =\omega _{0}\end{cases}}.}
Очекивани нето принос опкладе, или профитабилност, једнак је
{\displaystyle M[\xi ]={\frac {1}{37}}\sum _{\omega \in \Omega }\xi (\omega )={\frac {1}{37}}\left(\xi (\omega _{0})+\sum _{\omega \neq \omega _{0}}\xi (\omega )\right)={\frac {1}{37}}\left(35\cdot r-36\cdot r\right)=-{\frac {r}{37}}\approx -0.027r.}
Без детаља, за опкладу, црну (или црвену), правило се одређује као
{\displaystyle \xi (\omega )={\begin{cases}-r,&\omega {\text{ is red}}\\-r,&\omega =0\\r,&\omega {\text{ is black}}\end{cases}},}
и профитабилност је
{\displaystyle M[\xi ]={\frac {1}{37}}(18\cdot r-18\cdot r-r)=-{\frac {r}{37}}}.
Из сличних разлога лако је видети да је профитабилност такође једнака за све преостале врсте опклада. {\displaystyle -{\frac {r}{37}}}.
У стварности то значи да, што више опклада играч направи, то ће више изгубити независно од стратегија (комбинација врста опклада или величине опклада) које користи:
{\displaystyle \sum _{n=1}^{\infty }M[\xi _{n}]=-{\frac {1}{37}}\sum _{n=1}^{\infty }r_{n}\to -\infty .}
Овде је профитна маржа за власника рулета једнака приближно 2,7%. Ипак, развијено је неколико система стратегије рулета упркос изгледима за пораз. Ови системи не могу променити квоте игре у корист играча.
Вреди напоменути да су квоте за играча у америчком рулету још горе, јер је профитабилност опкладе у најгорем случају {\displaystyle -{\frac {3}{38}}r\approx -0.0789r}, и никад боља него {\displaystyle -{\frac {r}{19}}\approx -0.0526r}.

### Поједностављени математички модел
За точак рулета са {\displaystyle n} зелених бројева и 36 других јединствених бројева, шанса да лоптица слети на дати број је {\displaystyle {\frac {1}{(36+n)}}}. За опцију клађења са {\displaystyle p} бројевима који дефинишу победу, шанса да се добије опклада је {\displaystyle {\frac {p}{(36+n)}}}
На пример, ако се играч клади на црвено, постоји 18 црвених бројева, {\displaystyle p=18}, тако да је шанса за победу {\displaystyle {\frac {18}{(36+n)}}}.
Исплата коју казино даје за победу заснива се на точку на рулету који има 36 исхода, а исплата за опкладу је дата са {\displaystyle {\frac {36}{p}}}.
На пример, клађење на 1-12 има 12 бројева који дефинишу победу, {\displaystyle p=12}, исплата је {\displaystyle {\frac {36}{12}}=3}, тако да кладионичар добија 3 пута више од своје опкладе.
Просечан принос на опкладу играча је дат са {\displaystyle {\frac {p}{(36+n)}}\times {\frac {36}{p}}={\frac {36}{(36+n)}}}
За {\displaystyle n>0}, просечни принос је увек мањи од 1, тако да ће играч у просеку изгубити новац.
Са 1 зеленим бројем, {\displaystyle n=1}, просечан принос је {\displaystyle {\frac {36}{37}}}, то јест, након опкладе, играч ће у просеку имати повраћај од {\displaystyle {\frac {36}{37}}} првобитне опкладе. 
Са 2 зелена броја, {\displaystyle n=2}, просечни принос је {\displaystyle {\frac {36}{38}}}. 
Са 3 зелена броја, {\displaystyle n=3}, просечни принос је {\displaystyle {\frac {36}{39}}}.
Ово показује да је очекивани принос независан од избора опкладе.

## Стратегије и тактике клађења
Током година, многи људи су покушали да победе казино и претворе рулет – игру дизајнирану да оствари профит за кућу – у игру у којој играч очекује да добије. Већим делом ово се своди на коришћење система за клађење, стратегија које кажу да се предност хауса може победити једноставним коришћењем посебног обрасца опклада, често ослањајући се на „коцкарску заблуду“, идеју да су прошли резултати било какав водич за будућност (на пример, ако се точак рулета појавио 10 пута заредом на црвеној боји, та црвена на следећем окретању је више или мање вероватна него да је последњи окрет био црн).
Сви системи клађења који се ослањају на шаблоне, када се користе рубним играма казина, у просеку ће резултирати губитком новца играча. У пракси, играчи који користе системе за клађење могу да победе, и заиста могу да освоје веома велике суме новца, али губици (који се, у зависности од дизајна система клађења, могу десити прилично ретко) ће бити већи од победа. Одређени системи, као што је Мартингејл, који је описан у наставку, изузетно су ризични, јер у најгорем случају (за који је математички извесно да ће се десити у неком тренутку) може узроковати да играч јури за губицима са све већим опкладама све док не остане без новца.
Амерички математичар Патрик Билингсли је рекао да ниједан систем клађења не може претворити неправичну игру у профитабилно предузеће. Барем током 1930-их, неки професионални коцкари су били у стању да доследно стекну предност у рулету тражећи намештене точкове (што у то време није било тешко пронаћи) и клађењем супротно највећим опкладама.